# Gliese 667 Cb
Gliese 667 Cb es un planeta extrasolar que orbita la estrella de tipo M de la secuencia principal Gliese 667 C, localizado aproximadamente a 23 años luz en la constelación de Scorpius. Este planeta tiene una masa 5,7 veces la de la Tierra (clasificándose como una supertierra y tarda una semana en completar su periodo orbital, siendo su semieje mayor de aproximadamente 0,05 UA. Sin embargo, a diferencia de la mayoría de los exoplanetas conocidos, su excentricidad no se conoce, pero es habitual que se desconozca su inclinación. Este planeta fue detectado por HARPS el 19 de octubre de 2009, junto con 29 otros planetas.
El planeta esta fuera de la zona de habitabilidad de su estrella, siendo extremadamente caliente con una temperatura de 155 °C, asumiendo una atmósfera como la de la Tierra.